# Соболев, Георгий Георгиевич
Со́болев Гео́ргий Гео́ргиевич (6 декабря 1909, Екатеринослав, Екатеринославская губерния — 22 октября 1993, Москва, Московская область) — советский горный инженер, горноспасатель, руководитель горноспасательной службы угольной промышленности СССР (1943—1982).

## Биография
Родился 6 декабря 1909 года в Екатеринославе Екатеринославской губернии, Российская империя.
В 1934 году окончил ДГИ и был направлен на работу в горноспасательные части Донбасса. В 1934—1936 годах работал командиром горноспасательного взвода в Сталино, затем в Макеевке. В 1936 году назначен помощником командира Петровского военизированного горноспасательного отряда, в 1937 году — командиром этого отряда.
В 1938—1940 годах руководил военизированными горноспасательными частями Донбасса в качестве заместителя начальника ВГСЧ. В 1940 году переведён в Копейск, где возглавил горноспасательные части Урала, Башкирии и Караганды.
Во время Великой Отечественной войны организовал выполнение правительственных задач, возложенных на Уральских горноспасателей: участие в добыче угля, изготовление противотанковых гранат, мин и деталей к «Катюшам», оказание помощи в строительстве цехов для эвакуированных заводов.
В 1943 году назначен начальником Центрального управления ВГСЧ НКУП СССР. После освобождения Донбасса, в 1943 году мобилизовал горноспасателей на восстановление разрушенных шахт — группы подземных водолазов и сварщиков первыми спускались в затопленные и загазованные выработки, производили разведку, обеспечивали откачку воды, налаживали проветривание.
До 1982 года практически бессменно руководил горноспасательной службой угольной промышленности СССР. В 1982 году вышел на пенсию.
Скончался 22 октября 1993 года в Москве. Похоронен на Кунцевском кладбище.

## Профессиональная деятельность
Г. Г. Соболев вошёл в историю горного дела, как непосредственный участник и бессменный руководитель многих спасательных операций при крупных авариях в угольных шахтах СССР. С его помощью были ликвидированы угрозы взрыва и потушены десятки подземных пожаров в Донбассе, Кузбассе, Воркуте и Караганде, а также на шахтах Польши, Чехословакии, Болгарии и Испании.
Под непосредственным руководством Г. Г. Соболева разрабатывались научные основы горноспасательного дела, создавались аппаратура и оборудование для ведения горноспасательных работ, совершенствовались методы и средства предупреждения и ликвидации аварий в угольных шахтах.
Воспитал сотни высококвалифицированных командиров ВГСЧ.
В 1970-е годы на ВГСЧ были возложены задачи профилактики аварий в шахтах. Для их решения Г. Г. Соболев организовал создание в структуре горноспасательных частей специализированных групп профилактики пожаро- и взрывоопасных шахт. Приказом Министра угольной промышленности СССР Б. Ф. Братченко специалистам ВГСЧ было предоставлено право приостанавливать горные работы и выводить людей в безопасные места в случае обнаружения нарушений норм противоаварийной защиты и наличии угрозы для жизни шахтёров.
По инициативе Г. Г. Соболева в 1968 году решением СМ СССР создан Всесоюзный научно-исследовательский институт горноспасательного дела (ВНИИГД) — первый в мире институт такого профиля.
Благодаря его инициативе, в составе ВГСЧ угольной промышленности были созданы пять опытно-экспериментальных завода по производству горноспасательной техники (в Донецке, Макеевке, Луганске, Днепропетровске и Ленинск-Кузнецком).
В течение всей службы в ВГСЧ Г. Г. Соболев занимался поиском новых научно-технических и организационных решений по совершенствованию тактики ликвидации аварий, разработке новой горноспасательной техники. Под его руководством было обеспечено:
- оснащение ВГСЧ респираторами нового поколения Р-12;
- серийное изготовление изолирующих самоспасателей ШСС для шахтёров и их внедрение взамен фильтрующих самоспасателей;
- оснащение вспомогательных горноспасательных команд контейнерами с изолирующими респираторами РВЛ-1 непосредственно на месте работ;
- внедрение в шахтах, разрабатывающих самовозгорающиеся пласты угля, автоматических приборов контроля микроконцентраций окиси углерода СИГМА-СО, обеспечивающих обнаружение эндогенного пожара на ранней стадии его зарождения.

Г. Г. Соболев был инициатором создания мощных тренировочных баз ВГСЧ.
Деятельность Г. Г. Соболева способствовала созданию аналогичных угольной промышленности горно- и газоспасательных служб на предприятиях чёрной и цветной металлургии, в отраслях нефтегазовой и агрохимической промышленности, в горнопроходческих управлениях метростроя.
Благодаря Г. Г. Соболеву авторитет советской профессиональной горноспасательной службы признан во всем мире. Советские специалисты и ученые ВГСЧ неоднократно выезжали на тушение подземных пожаров и ликвидацию сложных аварий на архипелаге Шпицберген, в Иран, Польшу, Чехословакию, Индию, Болгарию и Монголию.
Его рекомендации были приняты и воплощены в жизнь зарубежными специалистами при организации горноспасательных служб в Польше, Чехословакии, Венгрии, ГДР, Китае и Монголии.
Автор 14 специальных книг и более 30 статей по горноспасательному делу, 10 авторских свидетельств на изобретения. В 1991 году опубликовал книгу «Горноспасатели», посвящённую истории развития горноспасательного дела в России и СССР.

## Награды и премии
- орден Октябрьской революции
- два ордена Трудового Красного Знамени
- орден «Знак Почёта»
- пять медалей
- иностранные награды
- Сталинская премия третьей степени (1950) — за коренное усовершенствование регенеративных кислородных респираторов и широкое внедрение их для горноспасательных частей
- Государственная премия СССР (1976) — за разработку и внедрение генераторов инертных газов типа ГИГ для локализации пожаров и предупреждения взрывов в шахтах
- знак «Шахтёрская слава» трёх степеней